# John Glover
John Soursby Glover, Jr. (* 7. srpna 1944 Salisbury, Maryland) je americký herec, držitel ceny Tony a nominovaný na Emmy.
Hrál například ve filmech Ber padesát dva, Strašidelné Vánoce, Gremlins 2: Nová generace, Robocop 2, Batman a Robin, v seriálech Star Trek: Stanice Deep Space Nine, Lovec z podsvětí, Zákon a pořádek, Lionel Luthor v seriálu Smallville. V roce 1995 obdržel cenu Tony za divadelní roli na Broadwayi ve hře Samuela Becketta Čekání na Godota.

## Filmografie
| Rok       | Název                                                         | Role                           | Poznámky                                                         |
| --------- | ------------------------------------------------------------- | ------------------------------ | ---------------------------------------------------------------- |
| 1973      | Shamus                                                        | Johnnie                        |                                                                  |
| 1975      | Kojak                                                         | Billy Jo Sparrow               | díl: „Elegy in an Asphalt Graveyard“                             |
| 1977      | Annie Hallová                                                 |                                |                                                                  |
| 1977      | Andros zasahuje                                               |                                | díl: „The Surrender“                                             |
| 1977      | Julie                                                         | Sammy                          |                                                                  |
| 1978      | Somebody Killed Her Husband                                   | Herbert Little                 |                                                                  |
| 1979      | Under This Sky                                                |                                | TV film                                                          |
| 1979      | Poslední objetí                                               | Richard Peabody                |                                                                  |
| 1980      | The American Success Company                                  | Ernst                          |                                                                  |
| 1980      | Horalové                                                      | Nathan Wyeth                   |                                                                  |
| 1980      | Melvin a Howard                                               | právník                        |                                                                  |
| 1981      | Malá, menší, ještě menší                                      | Tom Keller                     |                                                                  |
| 1982      | A Little Sex                                                  | Walter                         |                                                                  |
| 1983      | Rage of Angels                                                | Scanlon/Jackson                | TV film                                                          |
| 1983      | The Face of Rage                                              |                                | TV film                                                          |
| 1983      | Kennedy                                                       | William Walton                 | mini-seriál, 5 dílů                                              |
| 1983      | Search for Tomorrow                                           | Billy Vargas                   |                                                                  |
| 1984      | Zločiny mužů                                                  | Paul Briggs                    |                                                                  |
| 1984      | George Washington                                             | generál Charles Lee            | mini-seriál, díl 1.1                                             |
| 1984      | Ernie Kovacs: Between the Laughter                            | Pierre Lafitte                 | TV film                                                          |
| 1984      | American Playhouse                                            | Rose Halley                    | díl: „A Flash of Green“                                          |
| 1985      | Lime Street                                                   | Mr. Balzar                     | díl: „Diamonds Aren't Forever“                                   |
| 1985      | ABC Afterschool Specials                                      | pan Stewart                    | díl: „Don't Touch“                                               |
| 1985      | Časný mráz                                                    | Victor DiMato                  | TV film                                                          |
| 1985      | Bílé noci                                                     | Wynn Scott                     |                                                                  |
| 1986      | The Twilight Zone                                             |                                | díl: „Monsters!/A Small Talent for War/A Matter of Minutes“      |
| 1986      | A Killing Affair                                              | Shep Sheppard                  |                                                                  |
| 1986      | Rozhřešení                                                    | Philip                         | TV film                                                          |
| 1986      | Ber padesát dva                                               | Alan Raimy                     |                                                                  |
| 1986      | Bývala jsem puberťák                                          | Fred Niceman                   |                                                                  |
| 1986-1987 | To je vražda, napsala                                         | Andrew Durbin                  | 2 díly                                                           |
| 1987      | Miami Vice                                                    | Steve Duddy                    | díl: „Lend Me an Ear“                                            |
| 1987      | Nutcracker: Money, Madness & Murder                           | Richard Behrens                |                                                                  |
| 1987      | Paul Reiser Out on a Whim                                     |                                |                                                                  |
| 1988      | Pohyblivý terč                                                | Dobbins                        | TV film                                                          |
| 1988      | Maškaráda                                                     | Tony Gateworth                 |                                                                  |
| 1988      | Žhavý obraz                                                   | Algernon                       | TV film                                                          |
| 1988      | Rocket Gibraltar                                              | Rolo Rockwell                  |                                                                  |
| 1988      | David                                                         | Charles Rothenberg             | TV film                                                          |
| 1988      | Čokoládová válka                                              | bratr Leon                     |                                                                  |
| 1988      | Strašidelné Vánoce                                            | Brice Cummings                 |                                                                  |
| 1988-1991 | The Days and Nights of Molly Dodd                             | Mike Sayles                    | 5 dílů                                                           |
| 1989      | Pursuit                                                       | Max Brodsky                    | mini-seriál, 2 díly                                              |
| 1989      | Traveling Man                                                 | Chick Beeler                   | TV film                                                          |
| 1989      | Až k bodu zlomu                                               | Dr. Gerber                     | TV film                                                          |
| 1989      | Meet the Hollowheads                                          | Henry Hollowhead               |                                                                  |
| 1989      | The Hitchhiker                                                |                                | díl: „Striptease“                                                |
| 1990      | An Enemy of the People                                        | Dr. Thomas Stockman            | TV film                                                          |
| 1990      | A Season of Giants                                            | Leonardo Da Vinci              | TV film                                                          |
| 1990      | Gremlins 2: Nová generace                                     | Daniel Clamp                   |                                                                  |
| 1990      | L.A. Law                                                      | Dr. Paul Kohler                | díl: „God Rest Ye Murray Gentleman“                              |
| 1990      | RoboCop 2                                                     | prodavač                       |                                                                  |
| 1990      | Ďábel                                                         | kněz                           | TV film                                                          |
| 1990-1991 | American Dreamer                                              | Bill                           | 4 díly                                                           |
| 1991      | Co se stalo s Baby Jane?                                      | Billy                          | TV film                                                          |
| 1991      | Michelangelo: Čas gigantů                                     | Leonardo DaVinci               |                                                                  |
| 1991      | Pojistka na smrt                                              | Russell Blake                  | TV film                                                          |
| 1991      | Příběhy ze záhrobí                                            | hrobník                        | díl: „Undertaking Palor“                                         |
| 1992      | Drug Wars: The Cocaine Cartel                                 | Loco Garrison                  | TV film                                                          |
| 1992      | Grass Roots                                                   | Herold Perkerson               | TV film                                                          |
| 1992      | Divadlo Raye Bradburyho                                       | Walter Grip                    | díl: „Silent Towns“                                              |
| 1992      | Majority Rule                                                 | 'Mac' Mackin                   | TV film                                                          |
| 1992-1994 | Dinosaurové                                                   | hlídač dětí                    | 3 díly                                                           |
| 1992-1994 | Batman                                                        | Edward Nygma / Hádankář (hlas) | 3 díly                                                           |
| 1993      | South Beach                                                   | Roberts                        | 5 dílů                                                           |
| 1993      | The Hidden Room                                               | John Burke                     | díl: „Passages“                                                  |
| 1993      | The Legend of Price Valiant                                   | král Edward                    | díl: „The Blackest Poison“                                       |
| 1993      | Animáci                                                       | Rasputin (hlas)                | díl: „Pavlov's Mice/Chicken Boo-Ryshnikov/Nothing But the Tooth“ |
| 1993      | Star Trek: Stanice Deep Space Nine                            | Verad                          | díl: „Neplánované operace“                                       |
| 1993      | Dobrou chuť, mami                                             | A. J. Pattle                   |                                                                  |
| 1993      | Frasier                                                       | Ned Miller                     | díl: „Vyhoďme ho z kola ven“                                     |
| 1994      | Home                                                          |                                | krátkometrážní film                                              |
| 1994      | Dora Was Dysfunctional                                        |                                | krátkometrážní film                                              |
| 1994      | Assault at West Point: The Court-Martial of Johnson Whittaker | major Asa Bird Gardiner        | TV film                                                          |
| 1994      | Schemes                                                       | Victor Kraft                   | krátkometrážní film                                              |
| 1994      | Ve spárech šílenství                                          | Saperstein                     |                                                                  |
| 1995      | Noc Muže na Útěku                                             | Derek Mills                    |                                                                  |
| 1995      | Automatic                                                     | Goddard Marx                   |                                                                  |
| 1996      | Remember WENN                                                 | Adrian Carr                    | díl: „Hilary Booth, Registered Nurse“                            |
| 1997      | Pánská jízda                                                  | John Jeckyll, James Jeckyll    |                                                                  |
| 1997      | Caroline in the City                                          | Hilton Trayner                 | díl: „Caroline and the Dearly Departed“                          |
| 1997      | Dead Man's Gun                                                | Jack Fleetwood                 | TV film                                                          |
| 1997      | Batman a Robin                                                | Dr. Jason Woodrue              |                                                                  |
| 1997      | Dítě Medúzy                                                   | Rogers Henry                   | TV film                                                          |
| 1997      | Načasovaná smrt                                               | Dr. Armond Drake/Ben Hamill    | TV film                                                          |
| 1998      | The Broken Giant                                              | Bennett Hale                   |                                                                  |
| 1998      | Dead Broke                                                    | Sam                            |                                                                  |
| 1998      | Zločin v ulicích                                              | Nelson Broyles                 | díl: „Lies and Other Truths“                                     |
| 1998      | Nemocnice Chicago Hope                                        | Max Demming                    | díl: „Objects Are Closer Than They Appear“                       |
| 1998      | Superman                                                      | Edward Nygma (hlas)            | díl: „Knight Time“                                               |
| 1998      | The New Batman Adventures                                     | Edward Nygma (hlas)            | díl: „Jugment Day“                                               |
| 1998      | Bouře                                                         | Anthony Prosper                | TV film                                                          |
| 1998-1999 | Lovec z podsvětí                                              | ďábel / anděl                  | 13 dílů                                                          |
| 1999      | Odplata                                                       | Phil                           |                                                                  |
| 1999      | Macbeth in Manhattan                                          | Richard                        |                                                                  |
| 1999      | Čmuchalové                                                    | Gary Hyndman                   | díl: „Pilot“                                                     |
| 2000      | Get Real                                                      | Fate                           | díl: „Waiting“                                                   |
| 2001      | The Body                                                      | Ježíš Kristus (pouliční herec) |                                                                  |
| 2001      | On Edge                                                       | Yuri Moskivin                  |                                                                  |
| 2001-2011 | Smallville                                                    | Lionel Luthor                  | 145 dílů                                                         |
| 2002      | Mid-Century                                                   | Bill Gates                     |                                                                  |
| 2002      | Arli$$                                                        | Bobby Salmon                   | díl: „End Game“                                                  |
| 2004      | Smallville: Chloe Chronicles                                  | Lionel Luthor                  | díl: „Chronicle 7“                                               |
| 2004      | Tricks                                                        | Ralph                          |                                                                  |
| 2004      | Sweet Union                                                   | Oleen                          | krátkometrážní film                                              |
| 2004      | A Kiss at Kerouac's Grave                                     | Will                           |                                                                  |
| 2005      | The Civilization of Maxwell Bright                            | Ogden                          |                                                                  |
| 2006-2008 | Zákon a pořádek: Zločinné úmysly                              | Dr. Declan Gage                | 2 díly                                                           |
| 2006-2009 | Vražedná čísla                                                | Simon Kraft                    | 2 díly                                                           |
| 2009      | Bratři a sestry                                               | Henry Mittner                  | díl: „Owning It“                                                 |
| 2009      | Hrdinové                                                      | Samson Gray                    | díl: „Odstíny šedi“                                              |
| 2010      | Earth Ring                                                    | William                        | krátkometrážní film                                              |
| 2011      | Médium                                                        | Carson Churchill               | díl: „Only Half Lucky“                                           |
| 2011      | Spells                                                        | Ted                            | krátkometrážní video                                             |
| 2011–2015 | Dobrá manželka                                                | Jared Andrews                  | 4 díly                                                           |
| 2012      | Sweet Talk                                                    | profesor                       |                                                                  |
| 2012      | Meteor Night                                                  | Arthur Morse                   | krátkometrážní film                                              |
| 2012      | TRON: Povstání                                                | Dyson (hlas)                   | 3 díly                                                           |
| 2013      | Sanitarium                                                    | Gustav                         |                                                                  |
| 2013      | Sweet Talk                                                    | Profesor                       |                                                                  |
| 2014      | Realita                                                       | Zog                            |                                                                  |
| 2014      | Černá listina                                                 | Dr. Bruce Sanders              | díl: „Berlin (No. 8)                                             |
| 2014      | Perception                                                    | ďábel                          | díl: „Possession“                                                |
| 2015      | You Bury Your Own                                             | detektiv Gillespie             |                                                                  |
| 2015      | Agent Carter                                                  | informátor SSR                 | díl: „The Iron Ceiling“                                          |
| 2016      | We Go On                                                      | Dr. Ellison                    |                                                                  |
| 2018      | The Lost Wife of Robert Durst                                 | Seymour Durst                  | TV film                                                          |
| 2019      | Shazam!                                                       | Mr. Sivana                     |                                                                  |